# Kabinet-Ichiro Hatoyama I
Het kabinet–Ichiro Hatoyama I (Japans: 第1次鳩山一郎内閣) was de regering van het Keizerrijk Japan van 10 december 1954 tot 20 maart 1955.

## Kabinet–Ichiro Hatoyama I (1954–1955)
| Ambtsbekleder                                  | Ambtsbekleder     | Ambtsbekleder                          | Functie                                     | Ambtstermijn     | Ambtstermijn     | Partij |
| ---------------------------------------------- | ----------------- | -------------------------------------- | ------------------------------------------- | ---------------- | ---------------- | ------ |
|                                                | Ichiro Hatoyama   | Ichiro Hatoyama 鳩山一郎 (1883–1959)   | Premier                                     | 10 december 1954 | 23 december 1956 | JDP    |
|                                                | Mamoru Shigemitsu | Mamoru Shigemitsu 重光葵 (1887–1957)   | Vicepremier                                 | 10 december 1954 | 23 december 1956 | JDP    |
| Minister van Buitenlandse Zaken                | Mamoru Shigemitsu | Mamoru Shigemitsu 重光葵 (1887–1957)   |                                             | 10 december 1954 | 23 december 1956 | JDP    |
|                                                |                   | Ryutaro Nemoto 根本龍太郎 (1907–1990)  | Secretaris- generaal                        | 10 december 1954 | 23 december 1956 | JDP    |
|                                                | Naoto Ichimanda   | Naoto Ichimanda 一万田尚登 (1893–1984) | Minister van Financiën                      | 10 december 1954 | 23 december 1956 | JDP    |
|                                                | Shiro Hanamura    | Shiro Hanamura 花村四郎 (1891–1963)    | Minister van Justitie                       | 10 december 1954 | 22 november 1955 | JDP    |
|                                                | Tanzan Ishibashi  | Tanzan Ishibashi 石橋湛山 (1884–1973)  | Minister van Economische Zaken              | 10 december 1954 | 23 december 1956 | JDP    |
|                                                |                   | Yuusuke Tsurumi 鶴見祐輔 (1885–1973)   | Minister van Volksgezondheid en Welzijn     | 10 december 1954 | 20 maart 1955    | JDP    |
|                                                | Saburo Chiba      | Saburo Chiba 千葉三郎 (1894–1979)      | Minister van Arbeid                         | 10 december 1954 | 20 maart 1955    | JDP    |
|                                                | Masazumi Ando     | Masazumi Ando 安藤正純 (1876–1955)     | Minister van Onderwijs                      | 10 december 1954 | 20 maart 1955    | JDP    |
|                                                | Takeo Miki        | Takeo Miki 三木武夫 (1907–1988)        | Minister van Transport en Infrastructuur    | 10 december 1954 | 22 november 1955 | JDP    |
|                                                |                   | Yutaro Takeyama 竹山祐太郎 (1901–1982) | Minister van Bouw en Constructie            | 10 december 1954 | 22 november 1955 | JDP    |
|                                                | Ichiro Kohno      | Ichiro Kohno 河野一郎 (1898–1965)      | Minister van Landbouw, Bosbouw en Visserij  | 10 december 1954 | 23 december 1956 | JDP    |
|                                                | Yuki Takechi      | Yuki Takechi 武知勇記 (1894–1963)      | Minister van Communicatie en Post           | 10 december 1954 | 20 maart 1955    | JDP    |
|                                                | Seiichi Omura     | Seiichi Omura 大村清一 (1892–1968)     | Directeur- generaal van de JSDF             | 10 december 1954 | 20 maart 1955    | JDP    |
|                                                |                   | Takao Nishida 西田隆男 (1901–1967)     | Directeur- generaal voor Binnenlandse Zaken | 10 december 1954 | 20 maart 1955    | JDP    |
| Directeur- generaal voor Administratieve Zaken |                   | Takao Nishida 西田隆男 (1901–1967)     |                                             | 10 december 1954 | 20 maart 1955    | JDP    |

Yoshida I ·
Katayama ·
Ashida ·
Yoshida II ·
Yoshida III ·
Yoshida IV ·
Yoshida V ·
I. Hatoyama I ·
I. Hatoyama II ·
I. Hatoyama III ·
Ishibashi ·
Kishi I ·
Kishi II ·
Ikeda I ·
Ikeda II ·
Ikeda III ·
Sato I ·
Sato II ·
Sato III ·
K. Tanaka I ·
K. Tanaka II ·
Miki ·
T. Fukuda ·
Ohira I ·
Ohira II ·
Suzuki ·
Nakasone I ·
Nakasone II ·
Nakasone III ·
Takeshita ·
Uno ·
Kaifu I ·
Kaifu II ·
Miyazawa ·
Hosokawa ·
Hata ·
Murayama ·
Hashimoto I ·
Hashimoto II ·
Obuchi ·
Mori I ·
Mori II ·
Koizumi I · 
Koizumi II ·
Koizumi III ·
Abe I ·
Y. Fukuda ·
Aso ·
Y. Hatoyama ·
Kan ·
Noda ·
Abe II ·
Abe III ·
Abe IV ·
Suga ·
Kishida I ·
Kishida II